# ينغجة قشلاق
ينغجة قشلاق هي قرية في مقاطعة كوثر، إيران. عدد سكان هذه القرية هو 138 في سنة 2006.